# Villa Hamilton (Baden-Baden)

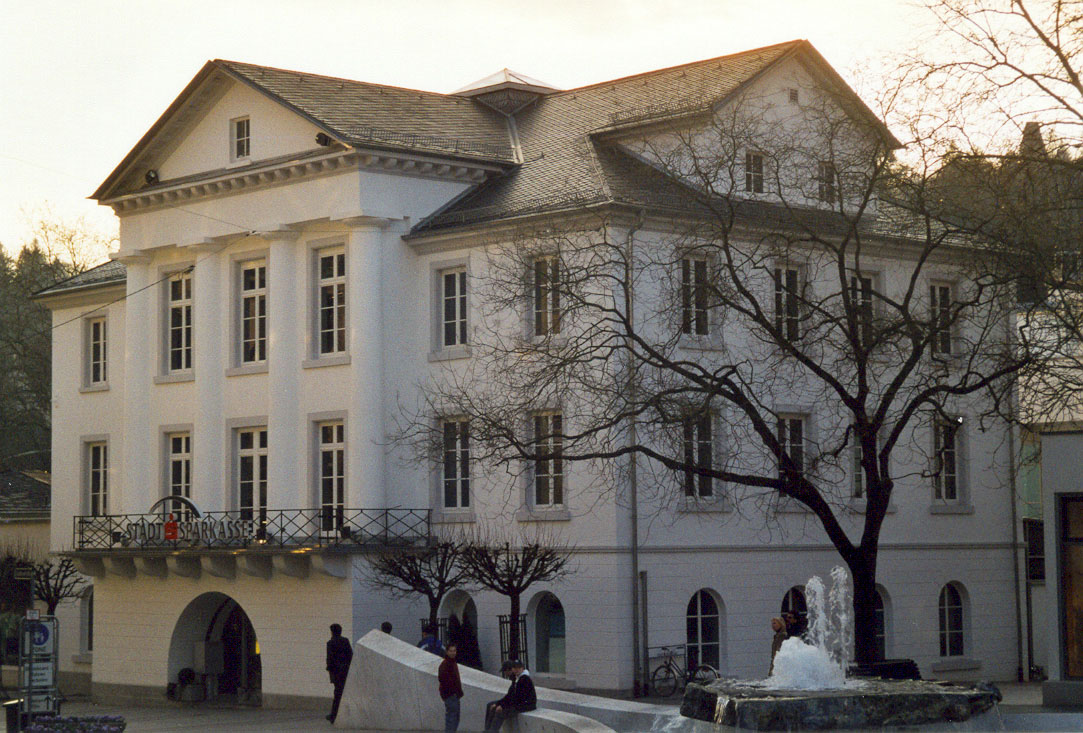
Villa Hamilton in Baden-Baden

Die Villa Hamilton (auch Palais Hamilton) ist ein klassizistisches Bauwerk in Baden-Baden. Sie wurde im Jahre 1808 nach Entwürfen von Friedrich Weinbrenner als erstes repräsentatives Gebäude außerhalb der damaligen Stadtmauer errichtet.

## Geschichte
Das Gebäude wurde von dem wohlhabenden Landarzt Aloys Mayer in Auftrag gegeben, der es an vornehme Kurgäste vermietete. Im Jahr 1824 erwarb Großherzog Leopold die Villa, der häufig während der Sommermonate in Baden-Baden zu Gast war. Im Jahr 1843 wurde das Haus Großherzogin Stéphanie als Witwensitz überlassen. Sie war die Gattin von Erbprinz Karl von Baden. Nach ihrem Tode ging das Gebäude in die Hände ihrer Tochter Marie Amalie und deren Mann William Hamilton, 11. Herzog von Hamilton über, nach dem die Villa Hamilton ihren heutigen Namen erhielt.
Ab dem Jahre 1900 gehörte das Gebäude der Stadt Baden-Baden. In den Jahren darauf wurde es unterschiedlich genutzt. Es diente u. a. als Theater, Büttenquellen-Emanatorium und Lesesaal. Nach dem Zweiten Weltkrieg wurde es zur Sparkassenfiliale umgebaut und dabei im Inneren stark verändert. Heute gehört das Palais Hamilton der Sparkasse Baden-Baden Gaggenau und dient ihr als Hauptstelle.